# میان‌گاله
میان گاله، روستایی است از توابع بخش مرکزی شهرستان نکا در استان مازندران ایران.اين روستا به دليل كثرت شهدا[به تناسب جمعيتش]لقب شهيد آباد گرفته است.

## جمعیت
این روستا در دهستان مهروان قرار دارد و براساس سرشماری مرکز آمار ایران در سال 1395، جمعیت آن 1039 نفر (348 خانوار) بوده‌است. مردم میان گاله از قومیت طبری هستند. مردم میان گاله به زبان طبری (مازندرانی) سخن می‌گویند.

## موقعيت سياسی و جغرافيايی
روستاي  ميانگاله در قسمت جنوب غربي دهستان مهروان ،بخش مركزي شهرستان نكا واقع  شده‌است.اين روستا از شمال به روستاهاي درزيمحله و ندافخيل،از جنوب به  روستاي چناربن،از شرق به روستاي گل خيل و از غرب به شهر نكا محدود مي باشد.
روستاي  ميانگاله با 53درجه و 19دقيقه طول جغرافيايي و 36درجه و41دقيقه عرض  جغرافيايي واقع شده‌است و يكي از روستاهاي تابعه شهرستان نكا مي باشد.به  فاصله سه كيلومتر سمت شرقي شهرستان قرار دارد.در حواشي سلسله جبال البرز به  فاصله 2000متر واقع شده‌است.

## پس از انقلاب اسلامی
روستای میانگله در جریان وقایع  انقلاب اسلامی و جنگ ایران و عراق از مناطق پیشرو بود به طوری که تعداد 27 نفر از این روستا کشته‌ شده‌اند که از این تعداد ۲۶ تن در جریان جنگ ایران و عراق و ۱ تن در رویداد کشتار حجاج در مکه کشته شده‌اند. 
| ردیف | نام و نام خانوادگی            | تاریخ تولد | تاریخ درگذشت | سن هنگام مرگ           | محل مرگ                                                              |
| ---- | ----------------------------- | ---------- | ------------ | ---------------------- | -------------------------------------------------------------------- |
| ۱    | موسی نظری                     | ۱۳۲۶/۱۲/۰۸ | ۱۳۶۴/۱۲/۱۹   | ۳۸                     | فاو، عملیات والفجر هشت                                               |
| ۲    | سردار اباصلت سپیدروز          | ۱۳۴۰/۰۴/۰۱ | ۱۳۶۰/۰۷/۲۵   | ۱۹ سال و ۱۱ ماه        | روانسر                                                               |
| ۳    | سید علی اصغر آب برین          | ۱۳۴۸/۰۳/۰۱ | ۱۳۶۵/۱۲/۱۴   | ۱۷ سال و ۹ ماه         | شلمچه                                                                |
| ۴    | سیداحمد احمدی                 | ۱۳۴۶/۰۶/۰۴ | ۱۳۶۵/۱۰/۰۴   | ۱۹ سال و ۴ ماه         | ام الرصاص، عملیات کربلای چهار                                        |
| ۵    | عباسعلی بدوی                  | ۱۳۲۷/۰۳/۱۰ | ۱۳۶۰/۰۱/۱۹   | ۳۲ سال و ۱۰ ماه        | آبادان                                                               |
| ۶    | علی اکبر بدوی                 | ۱۳۵۱/۰۲/۰۲ | ۱۳۶۵/۱۱/۰۷   | ۱۴ سال و ۹ ماه         | شلمچه، عملیات کربلای پنج                                             |
| ۷    | نادعلی بدوی                   | ۱۳۲۹/۱۰/۰۲ | ۱۳۶۲/۰۸/۰۲   | ۳۲ سال و ۱۰ ماه        | مریوان، عملیات والفجر چهار                                           |
| ۸    | نعمت اله حسنی                 | ۱۳۴۷/۰۱/۰۲ | ۱۳۶۶/۰۵/۲۸   | ۱۹ سال و ۴ ماه         | کلاشین (کردستان)                                                     |
| ۹    | حبیب اله حسین زاده            | ۱۳۵۰/۰۲/۰۳ | ۱۳۶۵/۰۴/۱۳   | ۱۵ سال و ۱۰ ماه        | مهران، عملیات کربلای یک                                              |
| ۱۰   | سید موسی خسرو انجم            | ۱۳۱۹/۱۱/۰۱ | ۱۳۶۴/۱۱/۲۱   | ۴۵ سال                 | فاو، عملیات والفجر هشت                                               |
| ۱۱   | علی اکبر خلیلی                | ۱۳۴۹/۰۱/۰۲ | ۱۳۶۵/۱۰/۰۳   | ۱۶ سال و ۹ ماه         | چزابه، عملیات کربلای چهار                                            |
| ۱۲   | علیرضا دیودار                 | ۱۳۲۷/۰۳/۲۰ | ۱۳۶۶/۰۵/۰۹   | ۳۹ سال و ۲ ماه         | مکه، کشتار حجاج                                                      |
| ۱۳   | مفقود الاثر سید اسماعیل رضایی | ۱۳۴۷/۰۵/۱۵ | ۱۳۶۵/۱۱/۰۳   | ۱۸ سال و ۶ ماه         | شلمچه، عملیات کربلای پنج                                             |
| ۱۴   | حسین زاور                     | ؟/؟/؟؟۱۳   | ۱۳۶۹         | ؟                      | ؟                                                                    |
| ۱۵   | صفرعلی عبداله زاده            | ۱۳۳۹/۰۶/۰۷ | ۱۳۶۱/۱۱/۲۴   | ۲۲ سال و ۵ ماه         | عین خوش (موسیان)                                                     |
| ۱۶   | عبدالرزاق عبداله زاده         | ۱۳۳۶/۰۳/۰۶ | ۱۳۶۳/۱۲/۲۳   | ۲۷ سال و ۹ ماه         | پاسگاه ترابه، عملیات بدر                                             |
| ۱۷   | میرعماد عمادی                 | ۱۳۳۲/۰۴/۰۵ | ۱۳۶۷/۰۲/۲۳   | ۳۴ سال و ۱۰ ماه        | شلمچه                                                                |
| ۱۸   | علی اصغر عیسی نژاد            | ۱۳۴۵       | ۱۳۶۶/۰۹/۱۰   | ۲۱ سال                 | مجروحیت ۱۳۶۶ عملیات فاو، شهادت بیمارستان آیت اله اشرفی اصفهانی تهران |
| ۱۹   | سید حسین کریم زاده            | ۱۳۳۶/۰۸/۲۰ | ۱۳۶۵/۱۰/۰۴   | ۲۹ سال و ۲ ماه         | ام الرصاص، عملیات کربلای چهار                                        |
| ۲۰   | شعبانعلی گراییلی              | ؟/؟/؟؟۱۳   | ؟/؟/؟؟۱۳     | ؟                      | ؟                                                                    |
| ۲۱   | یحیی گراییلی                  | ؟/؟/؟؟۱۳   | ؟/؟/؟؟۱۳     | ؟                      | ؟                                                                    |
| ۲۲   | محمدعلی محمدزاده              | ۱۳۴۲/۰۵/۱۱ | ۱۳۶۳/۰۸/۰۱   | ۲۱ سال و ۳ ماه         | کوشک                                                                 |
| ۲۳   | هادی محمدزاده                 | ۱۳۴۹/۰۱/۰۲ | ۱۳۶۷/۰۳/۰۴   | ۱۸ سال و ۲ ماه         | شلمچه                                                                |
| ۲۴   | رجبعلی میرزاپور               | ؟/؟/؟؟۱۳   | ؟/؟/؟؟۱۳     | ؟                      | ؟                                                                    |
| ۲۵   | روح الله میرزاپور             | ۱۳۴۳/۰۸/۰۲ | ۱۳۶۰/۱۰/۰۷   | ۱۷ سال و ۲ ماه         | گیلانغرب                                                             |
| ۲۶   | سبزعلی میرزاپور               | ۱۳۴۶/۱۰/۰۱ | ۱۳۶۶/۰۲/۰۷   | ۱۹ سال و ۴ ماه         | سردشت، عملیات کربلای ۱۰                                              |
| ۲۷   | میرقربان هادیزاده             | 1335/07/12 | 1361/08/16   | ۲۶ سال و ۱ ماه و ۴ روز | منطقه موسیان                                                         |
| 28   | یاسر سپیدرو                   | 1366       | 1398/09/12   | 32 سال                 | شادگان (خوزستان) - درگیری با اشرار                                   |

## ويژگيهای طبيعی و اقليمی
اين  روستا از لحاظ اوضاع طبيعي و اقليمي(آب و هوا،جهت و شدت باد،ويژگيهاي زمين  شناسي وطبيعي) تابع منطقه جلگه خزري است.شيب روستا از جنوب (ارتفاعات  البرز)به شمال است.و براي ايجاد كانيو و  جداول هدايت آبهاي سطحي مهمترين شرط برنامه ريزي روستايي مي باشد.

## وضعيت تاريخی روستا
سابقه  تاريخي روستاي ميانگاله بر اساس اقوال اجداد به 250سال مي رسد.ولي براساس  كشف سنگ علامت قبور در سال 1390،قدمت روستا به 1200سال مي رسد.
وجه  تسميه روستا براساس علمي و جغرافيايي اين است كه در گذشته در اين محل مورد  رويش حصير كه به زبان مازندراني گاله ناميده مي شود،وبه علت خوش آب و هوا  بودن آن مهاجرين در ميان آن‌ها سكونت يافته‌اند و به تدريج ميانگاله بر سر  زبانها افتاد و امروزه نام رسمي اين روستا برگزيده شده‌است. 

## آثار باستانی روستا
آثار باستاني روستا شامل تكيه  و امامزاده عبداله ع در داخل روستا است. حسینيه به دو صورت  از سبكهاي معماري  ايران  يعني صفويه و قاجاريه در ساخت اين بنا بكار برده شده بود.ساختمان آن دو قسمت مردانه و زنانه مي باشد.
ساختمان امامزاده عبداله نيز داراي ساختمان قديمي بود و توسط اهالي با همكاري اداره  اوقاف نوسازي گرديد. و داراي كرامات فراواني است كه مورد زيارت اهالي و  روستاهاي ديگر قرار دارد.

## مراحل تاريخی توسعه بافت روستا
در اين قسمت داراي دو مرحله است.مرحله اول مربوط به دوران قبل از انقلاب است كه توسعه آن در تمام زمينه‌ها به كندي انجام مي شد. مرحله دوم مربوط  به بعد از انقلاب است  كه توسعه آن به دليل افزايش جمعيت،بافت فيزيكي آن،
تخريب  منابع  طبيعي  به جهت اسكان و توسعه اراضي كشاورزي از اوايل  سكونت اين روستا سريعتر صورت گرفته‌است.

## سابقه بروز حوادث طبيعی
اين روستا همانند  ساير نقاط مازندرا ن  در گسل مازندران واقع شده‌است و اين گسل نيز فعال  مي باشد  و گهگاهی زمين لرزه احساس مي شود.از لحاظ خشكسالي نيز در فصل تابستان  اتفاق مي افتد و خسارات زيادي به كشاورزي و دامداري وارد مي كند.